# Cerastes gasperettii
Espèce
Synonymes
- Cerastes cerastes gasperettii Leviton & Anderson, 1967

Statut de conservation UICN

 LC  : Préoccupation mineure
Cerastes gasperettii est une espèce de serpents de la famille des Viperidae.

## Répartition
Cette espèce se rencontre aux Émirats arabes unis, en Oman, au Yémen, en Arabie saoudite, en Jordanie, en Israël, en Irak et au Koweït.
Sa présence est incertaine en Iran.

## Description

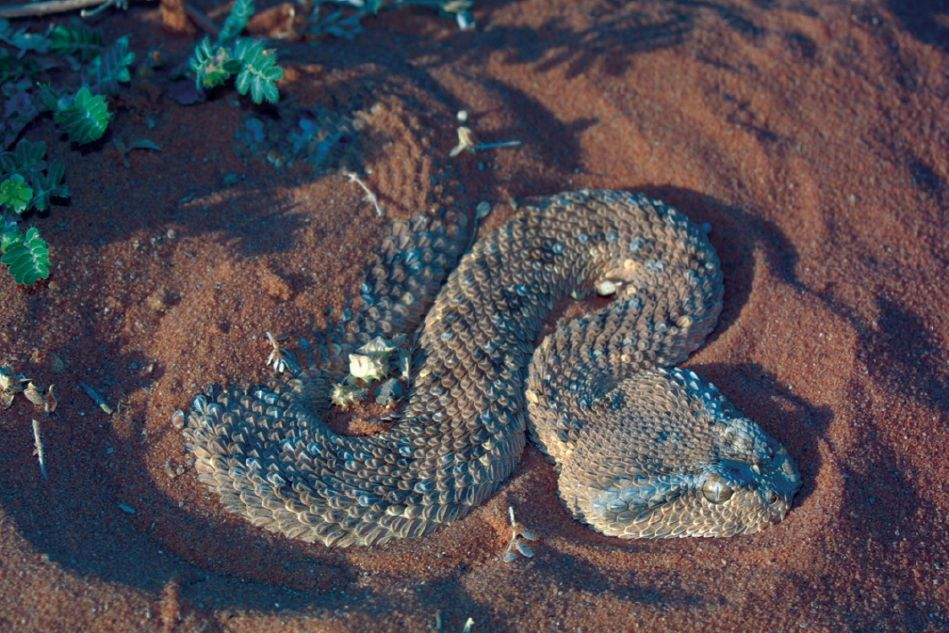
Cerastes gasperettii

Cerastes gasperettii atteint en moyenne de 30 à 60 cm, avec un maximum de 85 cm, les femelles étant plus grandes que les mâles.

## Liste des sous-espèces
Selon The Reptile Database (25 janvier 2014) :
- Cerastes gasperettii gasperettii Leviton & Anderson, 1967
- Cerastes gasperettii mendelssohni Werner & Sivan, 1999

## Étymologie
Cette espèce est nommée en l'honneur de John Gasperetti (1920-2001).

## Publications originales
- Leviton & Anderson, 1967 : Survey of the reptiles of the Sheikdom of Abu Dhabi, Arabian Peninsula. Part II. Systematic account of the collection of reptiles made in the Sheikdom of Abu Dhabi by John Gasperetti. Proceedings of the California Academy of Sciences, sér. 4, vol. 35, p. 157-192 (texte intégral)
- Werner, Sivan, Kushnir & Motro, 1999 : A statistical approach to variation in Cerastes (Ophidia: Viperidae), with the description of two endemic subspecies. Kaupia Darmstaedter Beitraege zur Naturgeschichte, no 8, p. 83-97.